# SN 1999au
SN 1999au – supernowa typu Ia odkryta 9 marca 1999 roku w galaktyce A085858-0722. W momencie odkrycia miała maksymalną jasność 19,20m.